# Lars Ulander
Lars Göran Ulander, född 17 mars 1934 i Junsele församling i Västernorrlands län, död 15 juli 2020 i Sofia distrikt i Stockholm, var en svensk ombudsman och socialdemokratisk politiker.
Ulander var riksdagsledamot 1974–1979 som ersättare, 1979–1991 och 1992–1994 som ordinarie ledamot. Han var invald i Stockholms kommuns valkrets och var bland annat ordförande i arbetsmarknadsutskottet 1988–1991 och ledamot av försvarsutskottet 1993–1994. Lars Ulander var också ordförande för Byggettan (nu Byggnads Stockholm-Gotland). Han är gravsatt i minneslunden på Katarina kyrkogård i Stockholm.